# Ромеро, Исабель
Исабель Кристина Ромеро Бенитес (исп. Isabel Cristina Romero Benítez, род. 27 июля 1996, Медельин) — колумбийская регбистка, левый крыльевой. Участница летних Олимпийских игр 2016 года, бронзовый призёр Панамериканских игр 2019 года, двукратная чемпионка Игр Центральной Америки и Карибского бассейна 2014 и 2018 годов.

## Биография
Исабель Ромеро родилась 27 июля 1996 года в колумбийском городе Медельин.
Играла в регби за «Гатос» из Медельина.
Дважды выигрывала золотые медали Игр Центральной Америки и Карибского бассейна — в 2014 году в Веракрусе и в 2018 году в Барранкилье.
В 2015 году участвовала в Панамериканских играх в Торонто, где колумбийки заняли 5-е место в турнире по регби-7. В 2019 году завоевала бронзовую медаль Панамериканских игр в Лиме.
В 2016 году вошла в состав женской сборной Колумбии по регби-7 на летних Олимпийских играх в Рио-де-Жанейро, занявшей 12-е место. Провела 5 матчей, очков не набрала.